# ケワタガモ属
ケワタガモ属（ケワタガモぞく、学名 Somateria）は、鳥綱カモ目カモ科に属する属。
学名は、古代ギリシア語でσῶμα・ἔριον (体・ウール）の由来。

## 分布
北半球の海岸

## 分類
以下の分類・英名は、HBW and BirdLife International Illustrated Checklist of the Birds of the Worldに従う。和名は、黒田長久（1980年）による。
- Somateria fischeri　メガネケワタガモ　Spectacled eider NT IUCN
- Somateria spectabilis　ケワタガモ　King eider LC IUCN  （アカハナケワタガモも）
- Somateria mollissima　ホンケワタガモ　Common eider NT IUCN  （オオケワタガモも）

## 画像

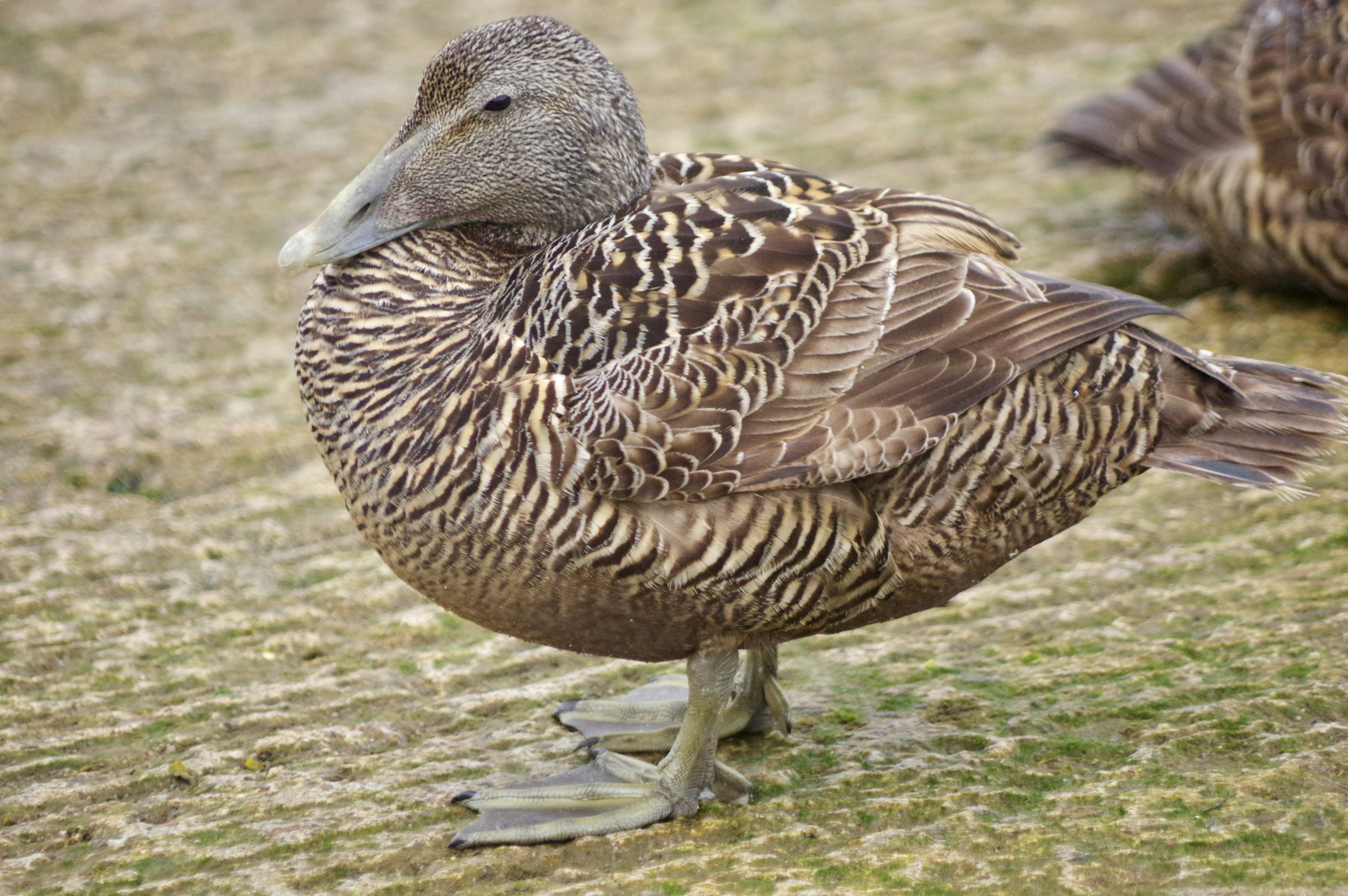
ホンケワタガモ（雌） S. mollissima
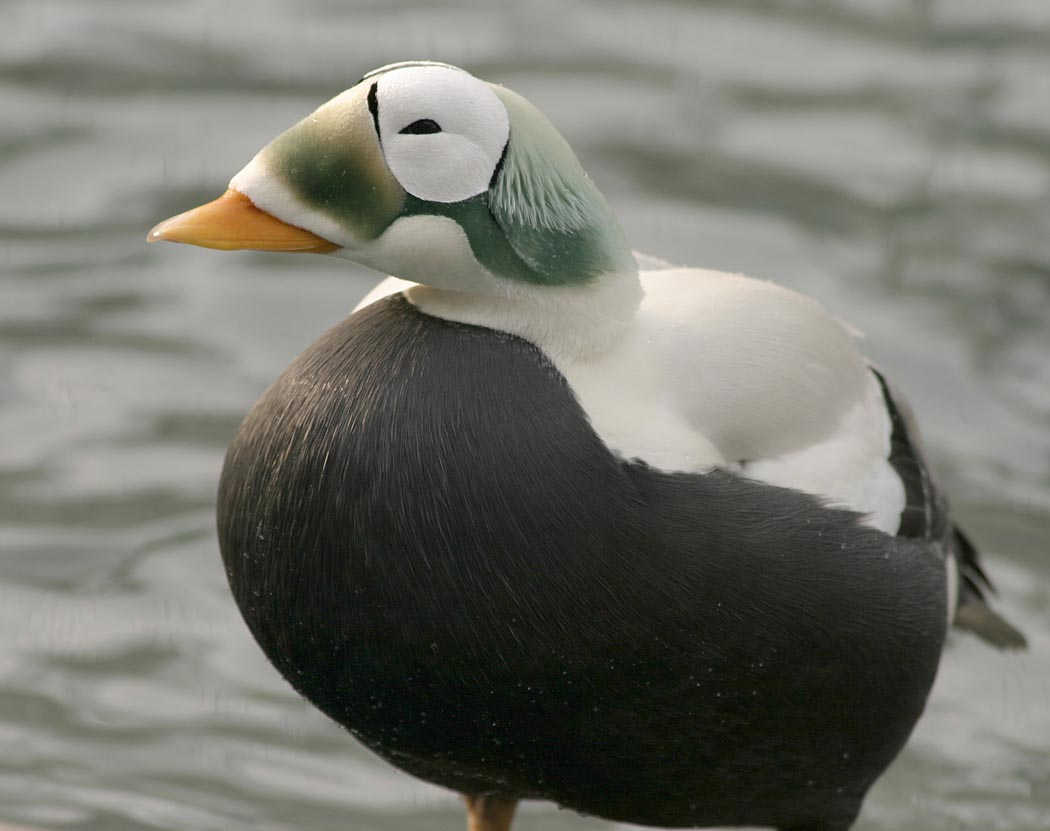
メガネケワタガモ（雄） S. fischeri
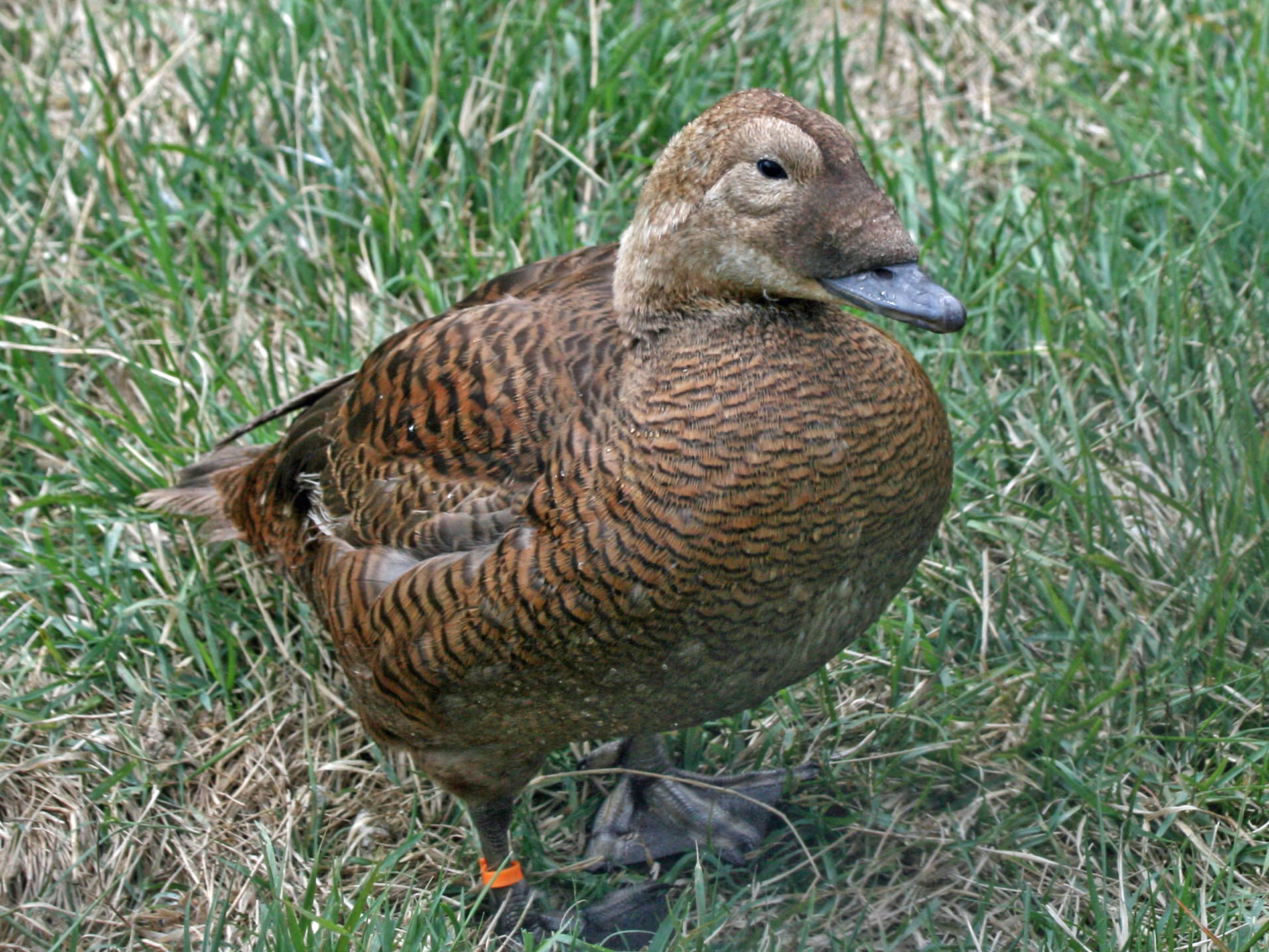
メガネケワタガモ（雌） S. fischeri
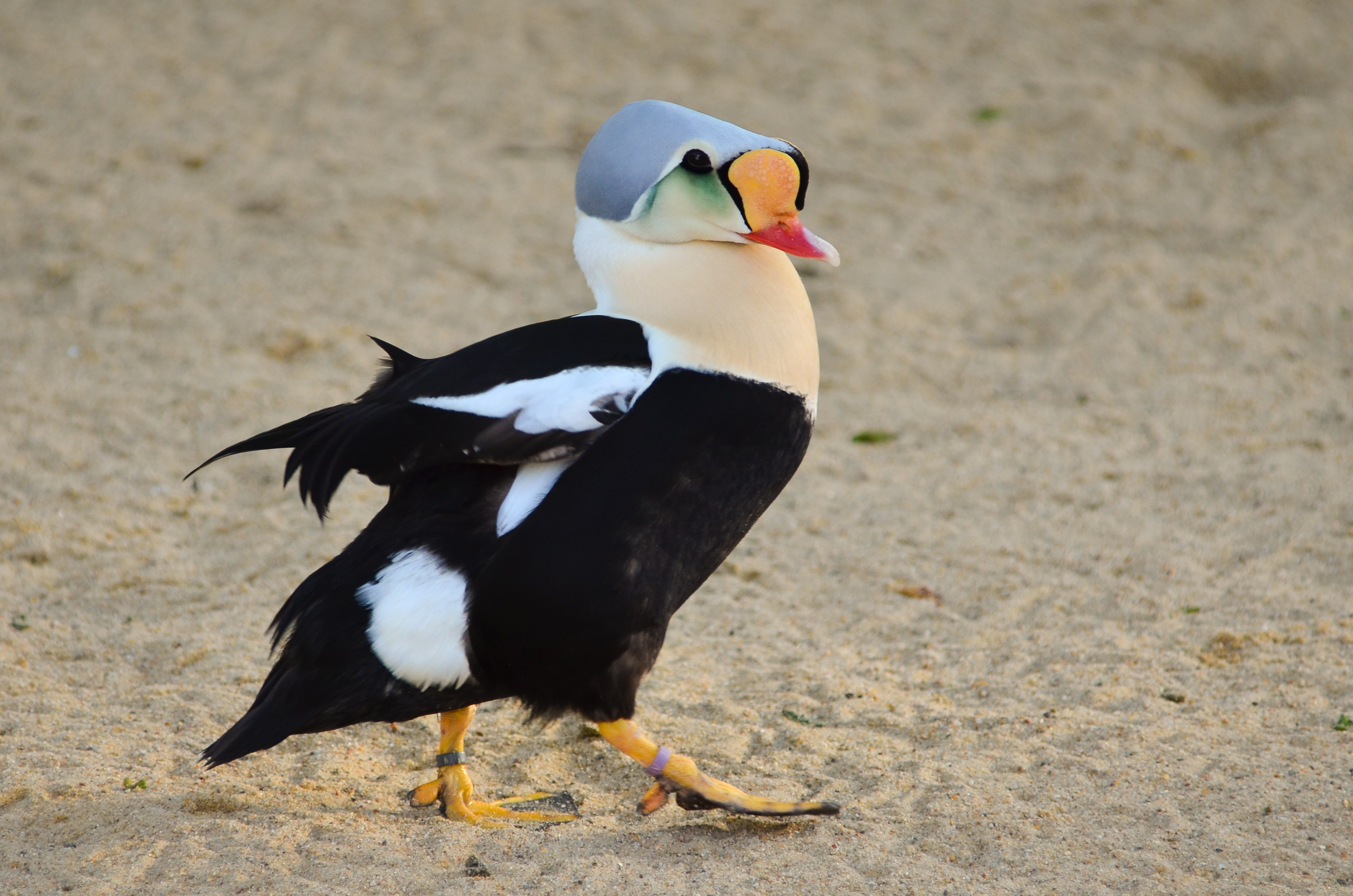
ケワタガモ（雄） S. spectabilis
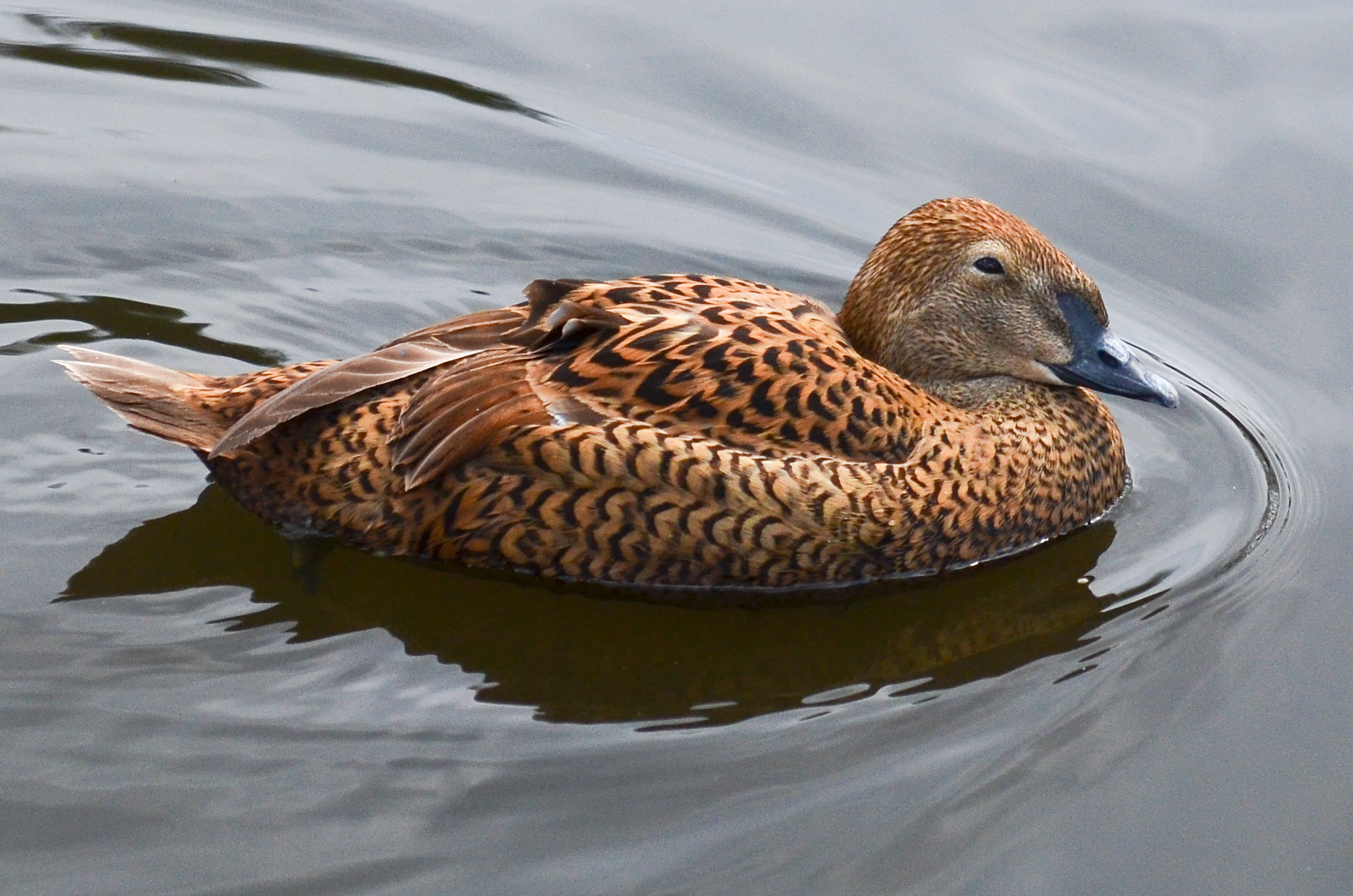
ケワタガモ（雌） S. spectabilis